# Schlenktechnik

Eine Auswahl von Schlenkkolben und ein Schlenkrohr (unten rechts)

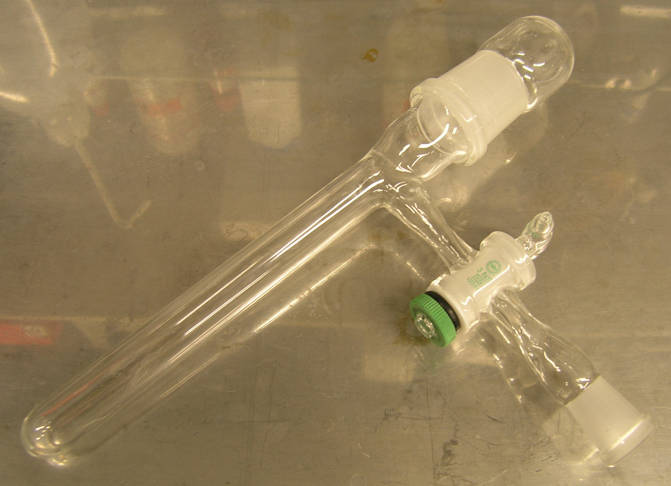
Schlenkrohr

Die Schlenktechnik ist ein chemisches Arbeitsverfahren, mit dem luft- oder feuchtigkeitsempfindliche Substanzen unter Ausschluss von Luftsauerstoff und Luftfeuchtigkeit verarbeitet werden können. Sie ist nach dem deutschen Chemiker Wilhelm Schlenk (1879–1943) benannt.

## Vorgehensweise

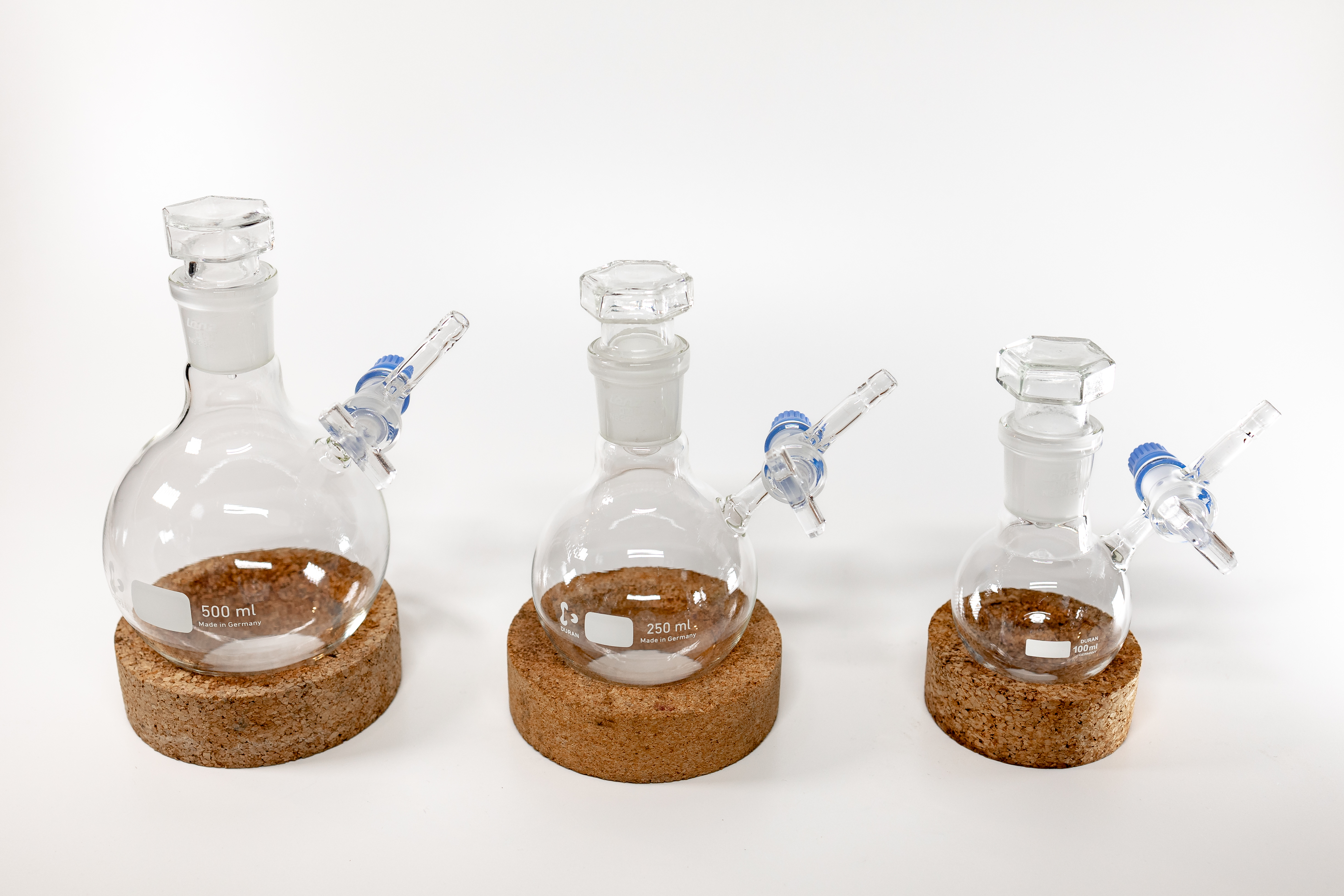
Drei Schlenk-Kolben mit 500, 250 und 100 mL Volumen auf Korkringen.

Es werden Glasgeräte mit Normschliffen verwendet, die einen zusätzlichen mit Hahn versehenen Anschluss besitzen, über den die Apparatur entlüftet, ggfs. getrocknet und mit Schutzgas beschickt werden kann. Meist erfolgt die Entgasung (Evakuierung) mittels einer Drehschieberpumpe mit vorgeschalteten Kühlfallen. Als Schutzgase werden Stickstoff oder auch Argon verwendet. Stickstoff ist im Vergleich zu Argon kostengünstiger, reagiert aber mit manchen hochempfindlichen Reagenzien (u. a. Titanorganylen).
Die Schlenkapparaturen werden in der Regel über Schläuche an eine Glasapparatur (Schlenklinie, Vakuum-Inertgas-Linie, Stickstoff-Verteilerrechen) angeschlossen, die je nach Stellung eines speziellen Hahns (Zweiweg-Patenthahn, oder separate Hähne) die angeschlossene Apparatur entlüftet bzw. mit Schutzgas füllt. In der Regel weisen diese Glasapparaturen mehrere dieser Hähne auf, so dass mit mehreren Apparaturen gleichzeitig bzw. parallel gearbeitet werden kann.
Die Apparatur wird leer, d. h. ohne Chemikalien aufgebaut. Alle Schliffverbindungen werden gesichert, beispielsweise mit Hilfe von Federn und Ligaturen. Anschließend werden die Schläuche angeschlossen.
Eine oder mehrere Kühlfallen vor der Drehschieberpumpe werden in der Regel mit flüssigem Stickstoff, eingefüllt in Dewargefäße, gekühlt, die Inertgasflasche geöffnet und die Vakuumpumpe angeschaltet. Es erfolgt das sogenannte „Sekurieren“: Die Luft- und Wasserspuren in einem Glasgefäß werden durch abwechselndes Evakuieren und einströmen lassen des Inertgases entfernt. Feuchtigkeitsrückstände werden sehr effektiv entfernt, indem die Apparaturen im evakuierten Zustand von außen erhitzt werden, beispielsweise mit einem Heißluftgebläse oder durch Abflammen mit einer Brennerflamme. Alternativ können die Glasgeräte in einem Trockenschrank ausgeheizt und heiß zusammengesetzt werden. Anschließend lässt man das Inertgas einströmen. Nach entsprechender Vorbereitung der Apparatur werden die Reagenzien eingefüllt.
Während des gesamten Versuchsablaufs muss darauf geachtet werden, dass keine Luft in die Apparatur gelangt, wenn ein Stopfen oder ein sekuriertes Gefäß geöffnet wird. Muss man die Apparatur zur Laborumgebung öffnen, kann ein leichter Überdruck des Schutzgases auf das zu öffnende Gefäß gegeben werden. Der beim Öffnen des Gefäßes nach außen gerichtete Inertgasstrom verhindert das Eindringen von Umgebungsluft.
Für höhere Ansprüche oder sehr komplexe Aufgaben kann die Arbeit unter Schutzgas in einem sogenannten Handschuhkasten (Glove-Box) durchgeführt werden. Insbesondere sehr giftige, radioaktive oder sehr sauerstoffempfindliche Substanzen werden in einer Handschuhbox gehandhabt. Diese hat gegenüber der Schlenktechnik jedoch vor allem den Nachteil, dass die Arbeiten sehr zeitaufwendig sind und sehr gut vorbereitet werden müssen, da alle Apparaturen und Substanzen über Schleusen in die Handschuhbox hinein- und herausgebracht werden müssen. Ein Vorteil der Schlenktechnik ist, dass man bei dieser im Hochvakuum arbeiten kann.